# Scrophularia oxyrhyncha
Scrophularia oxyrhyncha Coincy, de nombre común escrofularia, hierba de lamparones o hierba de San Pedro, es una especie de la familia Scrophulariaceae, natural de la península ibérica, más concretammente endemismo de las provincias de Badajoz, Ciudad Real y Córdoba, crece en lugares húmedos por los bosques, setos y grietas.

## Hábitat
Hendiduras, grietas y fisuras umbrosas de rocas cuarcíticas, con menor frecuencia en roquedos graníticos a una altitud comprendida entre 500 y 950 m s. n. m. Sierra Morena, Sierra Madrona y sur de los Montes de Toledo.

## Descripción

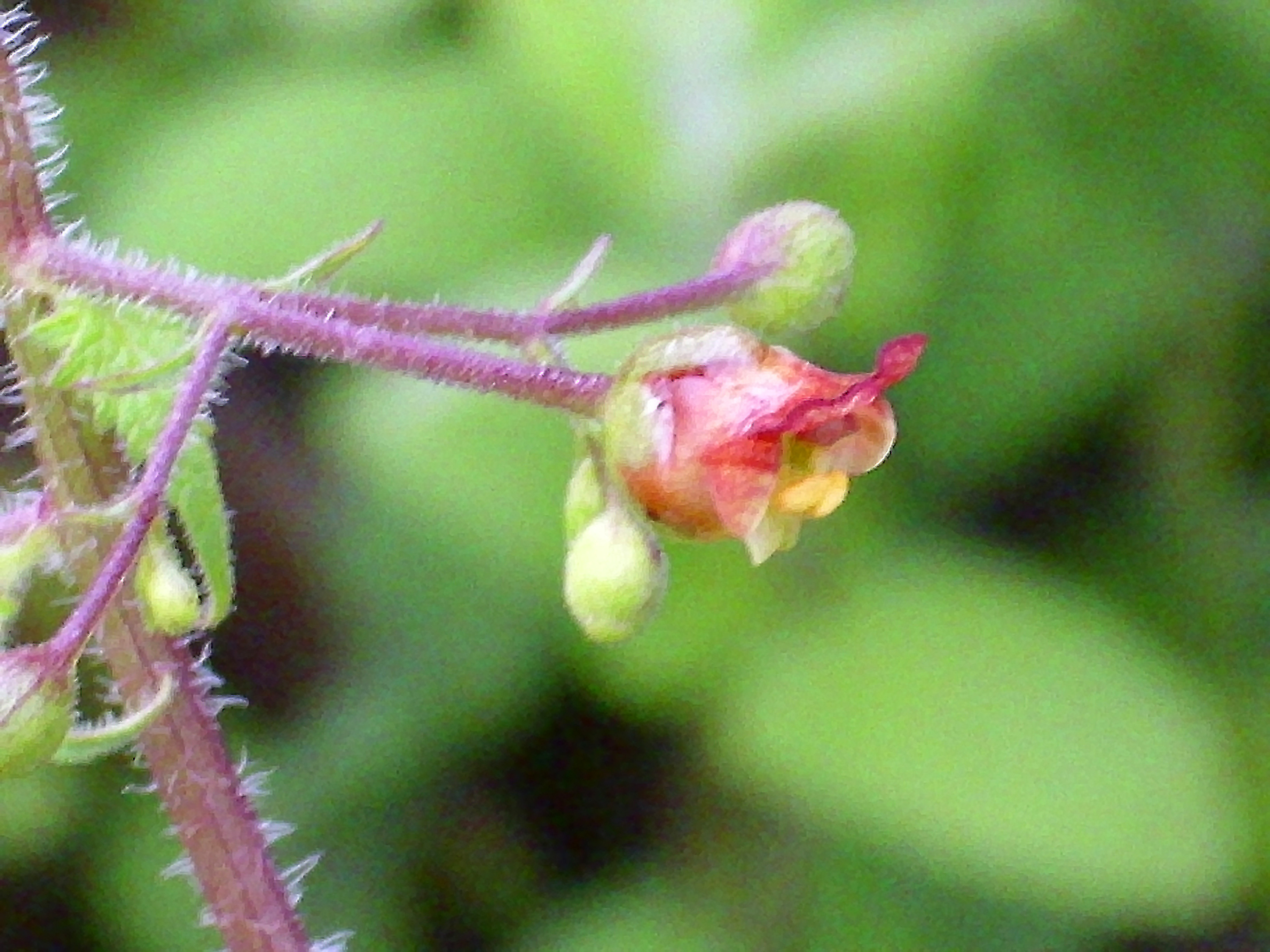
Enfoque lateral de la flor.

Es una hierba perenne, con rizomas tortuosos de corteza suberosa, glabra o glabrescente. Tallos hasta de 85 cm, ramificados, glabros. Hojas indivisas o pinnatisectas con un segmento terminal grande y hasta 2 segmentos laterales más pequeños, hasta de 3 cm, pinnatinervias o subpalmatinervias, con nervadura sin formar retículo marcado, lustrosas, delgadas, glabras o, a veces, con cortos pelos glandulíferos hasta de 0,2 mm en los nervios, pecíolo y márgenes; las inferiores con limbo completo –si indivisas– o segmento terminal de (2,7)4-12,5 × (1,8)3-9,5 cm, anchamente ovado, triangular-ovado o suborbicular, obtuso, cordiforme o subtruncado en la base, crenado- lobado, a veces con los lóbulos ligeramente superpuestos, pecíolo hasta de 18,5 cm; las superiores con limbo completo –si indivisas– o segmento terminal de 2-10 × 1,7-8,5 cm, ovado, crenado-lobado o lobado-serrado, pecíolo 0,7-7,5(12,5) cm.

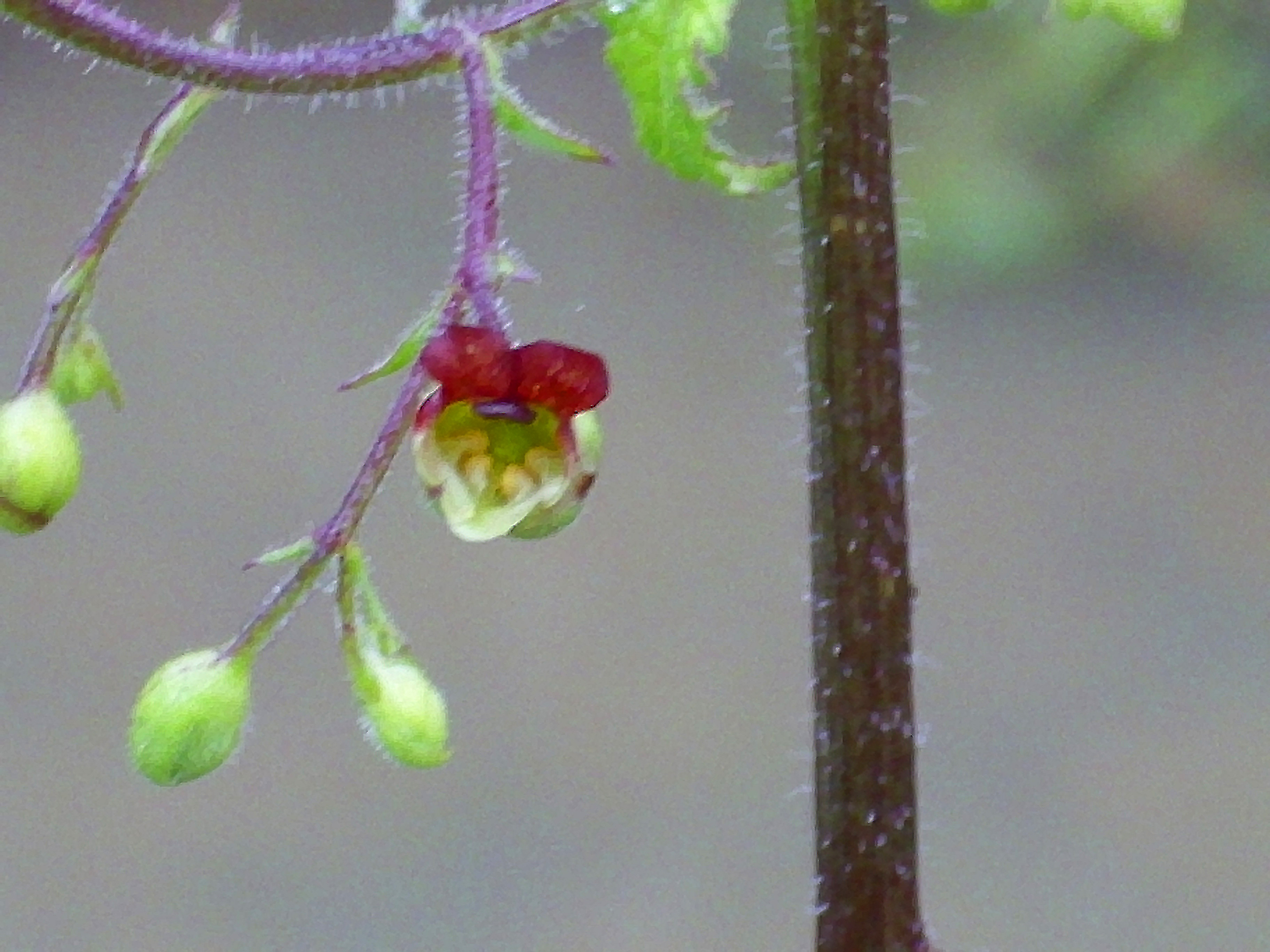
Enfoque frontal de la flor.

Inflorescencia 8-40(55) cm, con eje eglanduloso o con escasas y diminutas glándulas; cimas en dicasios compuestos, con 3-10 flores, alternas o a veces las inferiores opuestas; brácteas inferiores hasta de 50 × 32 mm, conformes con las hojas, las restantes 8-40 × (1,5)2,5-25 mm, lanceolado-elípticas u ovado-lanceoladas, lobado-serradas, serradas o, las más superiores, enteras, sin margen escarioso, atenuadas o cuneadas en la base y pecioladas, glandulosas o no; pedúnculos 4-20 mm, más cortos o subiguales que las brácteas, eglandulosos o finamente glandulosos; bractéolas 2-7(9) mm, linear-lanceoladas u oblongo-elípticas, sin margen escarioso, glandulosas o no; pedicelos 3,5-12 mm, más largos que las bractéolas, glandulosos.

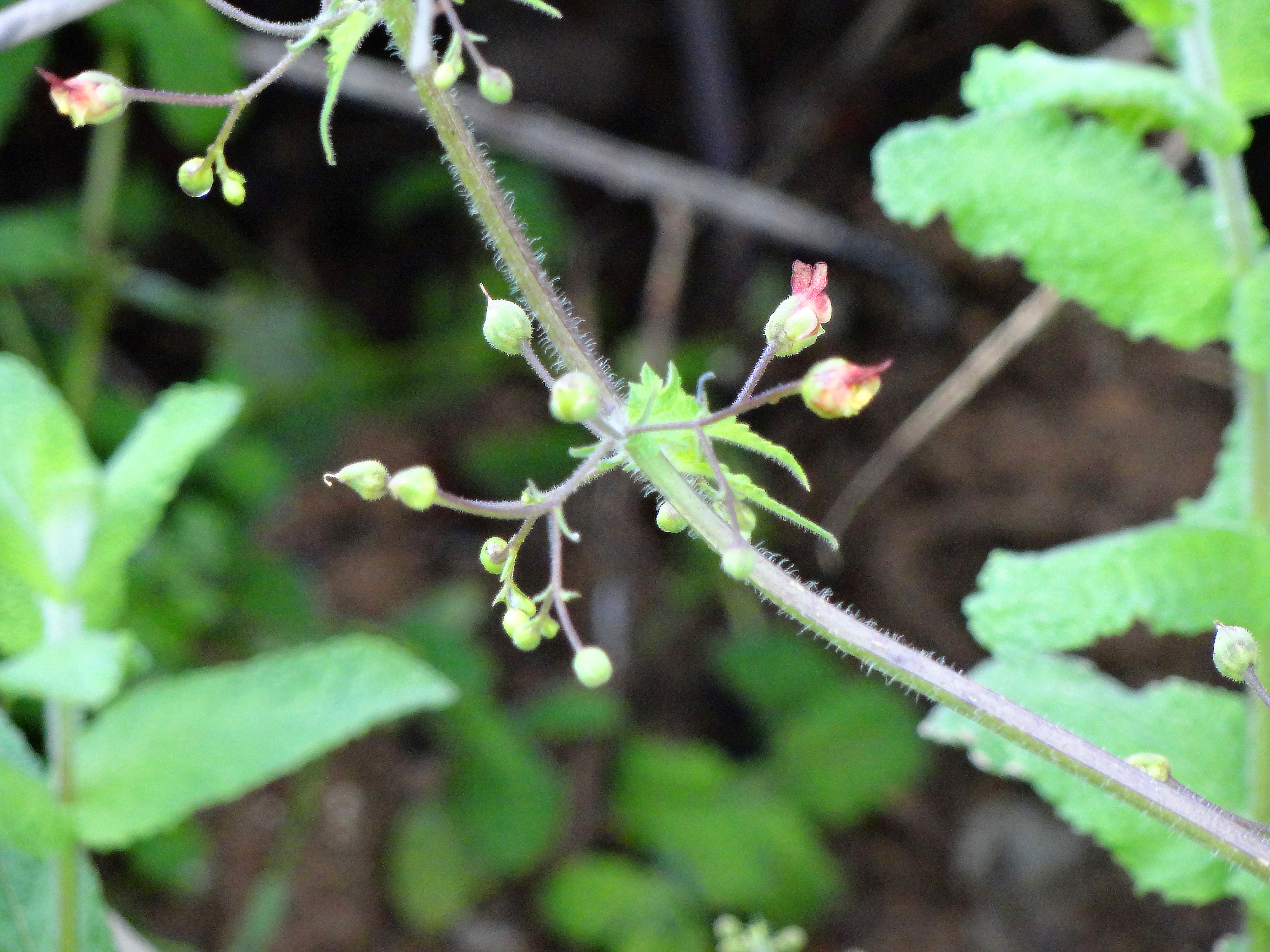
Tallo floral.

Cáliz 2,8-4,5 mm; sépalos de ovales a suborbiculares, obtusos, glabros, con margen escarioso de 0,2-0,6(0,7) mm, entero o finamente denticulado, blanquecino hialino, plano. Corola 4,9-7,5(9,8) mm, bilabiada, amarillento-verdosa, labio superior purpúreo rojizo. Anteras amarillas, a veces con margen azulado; estaminodio (0,6)0,9-1,2(1,3) × 1-1,3(1,8) mm, suborbicular, obovado, a veces ligeramente más ancho que largo, verdoso o purpúreo verdoso. 
Florece y fructifica de mayo a junio. El fruto es una cápsula (4,5)6-8 × (2,5)3-5(5,5) mm, de longitud cerca del doble que la anchura, largamente subcónica, verdosa o pardo verdosa. Semillas (0,5)0,6-0,8(1,2) × 0,3-0,6 mm, pardo negruzcas. 2n = 58. 

## Propiedades
- Considerada depurativa, útil en afecciones hepáticas.
- Antiinflamatorio semejante al harpagofito.
- Al tener saponinas debe ser consumido con mucha precaución por ser tóxico.